# Phenacoccus elongatus
Phenacoccus elongatus är en insektsart som beskrevs av Hiroshi Kanda 1943. Phenacoccus elongatus ingår i släktet Phenacoccus och familjen ullsköldlöss. Inga underarter finns listade i Catalogue of Life.